# Open GDF Suez 2013 - Qualificazioni singolare
Le qualificazioni del singolare  dell'Open GDF Suez 2013 sono state un torneo di tennis preliminare per accedere alla fase finale della manifestazione. I vincitori dell'ultimo turno sono entrati di diritto nel tabellone principale. In caso di ritiro di uno o più giocatori aventi diritto a questi sono subentrati i lucky loser, ossia i giocatori che hanno perso nell'ultimo turno ma che avevano una classifica più alta rispetto agli altri partecipanti che avevano comunque perso nel turno finale.

## Teste di serie
1. Francesca Schiavone (primo turno)
2. Monica Niculescu (Qualificata)
3. Anna Tatišvili (primo turno)
4. Kiki Bertens (ultimo turno)

1. Magdaléna Rybáriková (Qualificata)
2. Andrea Hlaváčková (primo turno)
3. Lara Arruabarrena Vecino (secondo turno)
4. Mandy Minella (primo turno)

## Qualificate
1. Magdaléna Rybáriková
2. Monica Niculescu

1. Stefanie Vögele
2. Virginie Razzano

## Tabellone qualificazioni

### 1ª sezione
|  | Primo turno                 | Primo turno                 | Primo turno                 | Primo turno | Primo turno |  |  | Secondo turno           | Secondo turno           | Secondo turno           | Secondo turno        | Secondo turno        |   |   | Ultimo turno | Ultimo turno    | Ultimo turno    | Ultimo turno | Ultimo turno |  |
|  |                             |                             |                             |             |             |  |  |                         |                         |                         |                      |                      |   |   |              |                 |                 |              |              |  |
|  | 1/WC                        | Francesca Schiavone         | Francesca Schiavone         | 62          | 2           |  |  |                         |                         |                         |                      |                      |   |   |              |                 |                 |              |              |  |
|  |                             | Caroline Garcia             | Caroline Garcia             | 7           | 6           |  |  | Caroline Garcia         | Caroline Garcia         | Caroline Garcia         | 6                    | 7                    |   |   |              |                 |                 |              |              |  |
|  | María José Martínez Sánchez | María José Martínez Sánchez | María José Martínez Sánchez | 6           | 0r          |  |  | Estrella Cabeza Candela | Estrella Cabeza Candela | Estrella Cabeza Candela | 4                    | 5                    |   |   |              |                 |                 |              |              |  |
|  | Estrella Cabeza Candela     | Estrella Cabeza Candela     | Estrella Cabeza Candela     | 2           | 1           |  |  |                         |                         |                         |                      |                      |   |   |              | Caroline Garcia | Caroline Garcia | 64           | 1            |  |
|  | Garbiñe Muguruza            | Garbiñe Muguruza            | Garbiñe Muguruza            | 7           | 6           |  |  |                         |                         | 5                       | Magdaléna Rybáriková | Magdaléna Rybáriková | 7 | 6 |              |                 |                 |              |              |  |
|  | Karin Knapp                 | Karin Knapp                 | Karin Knapp                 | 5           | 4           |  |  |                         | Garbiñe Muguruza        | 6                       | 1                    | 3                    |   |   |              |                 |                 |              |              |  |
|  | WC                          | Myrtille Georges            | Myrtille Georges            | 3           | 0           |  |  | 5                       | Magdaléna Rybáriková    | 3                       | 6                    | 6                    |   |   |              |                 |                 |              |              |  |
|  | 5                           | Magdaléna Rybáriková        | Magdaléna Rybáriková        | 6           | 6           |  |  |                         |                         |                         |                      |                      |   |   |              |                 |                 |              |              |  |

### 2ª sezione
|  | Primo turno           | Primo turno           | Primo turno           | Primo turno | Primo turno |  |  | Secondo turno     | Secondo turno     | Secondo turno    | Secondo turno | Secondo turno |   |   | Ultimo turno | Ultimo turno     | Ultimo turno     | Ultimo turno | Ultimo turno |  |
|  |                       |                       |                       |             |             |  |  |                   |                   |                  |               |               |   |   |              |                  |                  |              |              |  |
|  | 2                     | Monica Niculescu      | Monica Niculescu      | 6           | 6           |  |  |                   |                   |                  |               |               |   |   |              |                  |                  |              |              |  |
|  | WC                    | Alizé Lim             | Alizé Lim             | 3           | 2           |  |  | 2                 | Monica Niculescu  | Monica Niculescu | 6             | 6             |   |   |              |                  |                  |              |              |  |
|  | Vera Duševina         | Vera Duševina         | Vera Duševina         | 6           | 6           |  |  |                   | Vera Duševina     | Vera Duševina    | 2             | 3             |   |   |              |                  |                  |              |              |  |
|  | Sílvia Soler Espinosa | Sílvia Soler Espinosa | Sílvia Soler Espinosa | 3           | 2           |  |  |                   |                   |                  |               |               |   |   | 2            | Monica Niculescu | Monica Niculescu | 6            | 6            |  |
|  | WC                    | Julie Coin            | 7                     | 1           | 3           |  |  |                   |                   |                  | Vesna Dolonc  | Vesna Dolonc  | 3 | 4 |              |                  |                  |              |              |  |
|  |                       | Vesna Dolonc          | 65                    | 6           | 6           |  |  | Vesna Dolonc      | Vesna Dolonc      | 6                | 1             | 6             |   |   |              |                  |                  |              |              |  |
|  |                       | Claire Feuerstein     | Claire Feuerstein     | 6           | 6           |  |  | Claire Feuerstein | Claire Feuerstein | 4                | 6             | 1             |   |   |              |                  |                  |              |              |  |
|  | 6                     | Andrea Hlaváčková     | Andrea Hlaváčková     | 3           | 4           |  |  |                   |                   |                  |               |               |   |   |              |                  |                  |              |              |  |

### 3ª sezione
|  | Primo turno            | Primo turno            | Primo turno         | Primo turno | Primo turno |  |  | Secondo turno          | Secondo turno          | Secondo turno          | Secondo turno   | Secondo turno   |   |   | Ultimo turno | Ultimo turno | Ultimo turno | Ultimo turno | Ultimo turno |  |
|  |                        |                        |                     |             |             |  |  |                        |                        |                        |                 |                 |   |   |              |              |              |              |              |  |
|  | 3                      | Anna Tatišvili         | Anna Tatišvili      | 64          | 5           |  |  |                        |                        |                        |                 |                 |   |   |              |              |              |              |              |  |
|  |                        | Maria Elena Camerin    | Maria Elena Camerin | 7           | 7           |  |  | Maria Elena Camerin    | Maria Elena Camerin    | Maria Elena Camerin    | 1               | 2               |   |   |              |              |              |              |              |  |
|  | Mónica Puig            | Mónica Puig            | Mónica Puig         | 6           | 6           |  |  | Mónica Puig            | Mónica Puig            | Mónica Puig            | 6               | 6               |   |   |              |              |              |              |              |  |
|  | Heidi El Tabakh        | Heidi El Tabakh        | Heidi El Tabakh     | 1           | 3           |  |  |                        |                        |                        |                 |                 |   |   | Mónica Puig  | Mónica Puig  | Mónica Puig  | 4            | 2            |  |
|  | Stéphanie Foretz Gacon | Stéphanie Foretz Gacon | 6                   | 3           | 6           |  |  |                        |                        | Stefanie Vögele        | Stefanie Vögele | Stefanie Vögele | 6 | 6 |              |              |              |              |              |  |
|  | Aravane Rezaï          | Aravane Rezaï          | 4                   | 6           | 1           |  |  | Stéphanie Foretz Gacon | Stéphanie Foretz Gacon | Stéphanie Foretz Gacon | 2               | 0               |   |   |              |              |              |              |              |  |
|  |                        | Stefanie Vögele        | Stefanie Vögele     | 6           | 6           |  |  | Stefanie Vögele        | Stefanie Vögele        | Stefanie Vögele        | 6               | 6               |   |   |              |              |              |              |              |  |
|  | 8                      | Mandy Minella          | Mandy Minella       | 4           | 3           |  |  |                        |                        |                        |                 |                 |   |   |              |              |              |              |              |  |

### 4ª sezione
|  | Primo turno       | Primo turno              | Primo turno             | Primo turno | Primo turno |  |  | Secondo turno | Secondo turno            | Secondo turno            | Secondo turno    | Secondo turno |   |   | Ultimo turno | Ultimo turno | Ultimo turno | Ultimo turno | Ultimo turno |  |
|  |                   |                          |                         |             |             |  |  |               |                          |                          |                  |               |   |   |              |              |              |              |              |  |
|  | 4                 | Kiki Bertens             | Kiki Bertens            | 6           | 6           |  |  |               |                          |                          |                  |               |   |   |              |              |              |              |              |  |
|  |                   | María Teresa Torró Flor  | María Teresa Torró Flor | 3           | 1           |  |  | 4             | Kiki Bertens             | Kiki Bertens             | 6                | 7             |   |   |              |              |              |              |              |  |
|  | Karolína Plíšková | Karolína Plíšková        | 6                       | 6(0)        | 7           |  |  |               | Karolína Plíšková        | Karolína Plíšková        | 4                | 63            |   |   |              |              |              |              |              |  |
|  | Irena Pavlović    | Irena Pavlović           | 4                       | 7           | 5           |  |  |               |                          |                          |                  |               |   |   | 4            | Kiki Bertens | 6            | 2            | 1            |  |
|  | Virginie Razzano  | Virginie Razzano         | Virginie Razzano        | 7           | 6           |  |  |               |                          |                          | Virginie Razzano | 2             | 6 | 6 |              |              |              |              |              |  |
|  | Madison Brengle   | Madison Brengle          | Madison Brengle         | 5           | 0           |  |  |               | Virginie Razzano         | Virginie Razzano         | 6                | 6             |   |   |              |              |              |              |              |  |
|  |                   | Kristýna Plíšková        | 6                       | 3           | 3           |  |  | 7             | Lara Arruabarrena Vecino | Lara Arruabarrena Vecino | 3                | 0             |   |   |              |              |              |              |              |  |
|  | 7                 | Lara Arruabarrena Vecino | 3                       | 6           | 6           |  |  |               |                          |                          |                  |               |   |   |              |              |              |              |              |  |